# Стародубський 12-й драгунський полк
Стародубський 12-й драгунський полк (рос. дореф. Стародубовскій 12-й драгунскій полкъ )  — кавалерійський полк Російської імператорської армії. Старшинство — 27.01.1709. Полкове свято — 15 серпня, Успіння Богородиці.

Під час своєї історії був також: кінним (1783—1784), карабінерним (1784—1796) а також кірасирським (1796—1801,1840—1860).

## Місця дислокації
- 1820 рік — Щигри Курської губернії. Полк входив до складу 3-й кірасирської дивізії

## Історія полку

### Передумови появи
У процесі ліквідації автономії Гетьманщини указом від 16 вересня 1781 року її полково-сотенний устрій України було знищено. На території козацького управління створили три намісництва, а з решти козацтва (наказом від 28.06.1783) сформували сім легко-кінних полків.

### Кінний полк
- 28.06.1783 — з кадрів Стародубського козацького полка Війська Запорозького було утворено Стародубський легкокінний полк.

### Карабінерний полк
- 09.02.1784 — переформований в 6 ескадронний склад. Названий Стародубським карабінерним полком.
- 26.05.1790 — 6-й ескадрон полку виділений на формування Київського кінно-єгерського полку.

### Кірасирський полк
- 29.11.1796 — Стародубський кірасирський полк.
- 31.10.1798 — кірасирський генерала від кавалерії Нумсена полк.
- 15.04.1799 — кірасирський генерал-майора Воїнова полк.
- 29.03.1801 — Стародубський кірасирський полк.

### Драгунський полк
- 31.07.1801 — Стародубський драгунський полк.
- 1.01.1822 — сформовані з кадру, надісланого від полку і корінних жителів округу 3 поселених і 3 резервних ескадрону.
- 1.05.1826 — діючі ескадрони вступили в округ військових поселень
- 5.05.1827 — на підставі положення про військові поселення кавалерії, резервні ескадрони склалися з стройових нижніх чинів, а всі поселенці зібрані в поселені ескадрони окремо від резервних.
- 26.12.1829 — на герби і ґудзики присвоєно № 34.
- 21.03.1832 — полкове управління розділено на дві частини: 6 діючих і 3 резервних ескадрони склали полк, поселені ескадрони виділені в ведення особливого начальника і названі 2-м кавалерійським округом Новоросійського військового поселення.
- 21.03.1833 — полк приведений до складу 8 діючих і одного резервного ескадронів.
- 30.08.1834 — для полку заснований в запасних військах запасний півескадрон № 38.
- 23.03.1835 — 3-й діючий ескадрон перейменовано в резервний ескадрон уланського герцога Нассауського полку, 4-й ескадрон перейменовано в резервний ескадрон Охтирського гусарського полку. Полк приведено до складу 6 діючих і одного резервного ескадронів.
- 4.04.1836 — запасному півескадрону присвоєно № 34.
- 8.08.1836 — у 2-му кавалерійському окрузі Новоросійського військового поселення засновані і приписані до полку 2 ескадрони кантоністів, для отримання можливості комплектуватися добре навченими унтер-офіцерами.

### Кірасирський полк
- 14.04.1840 — кірасирський Його Світлості принца Петра Ольденбурзького полк.
- 23.12.1841 — резервний ескадрон скасований.
- 23.01.1842 — наказано мати для полку в запасних військах резервний і запасний ескадрони.
- 18.12.1843 — від полку засновані резервний і запасний ескадрони.
- 17.03.1845 — кірасирський Його Імператорської Високості принца Петра Ольденбурзького полк.
- 26.06.1856 — полк приведений до складу 6 діючих і 2 резервних ескадронів.
- 1.11.1856 — полк приведений до складу 4 діючих і одного резервного № 5 ескадронів.
- 19.03.1857 — Стародубський кірасирський Його Імператорської Високості Принца Петра Ольденбурзького полк.
- 30.11.1857 — Стародубський кірасирський Його Імператорської Високості Принца Петра Ольденбурзького кадровий полк.

### Драгунський полк
- 14.05.1860 — штандартний взвод Стародубського кірасирського полку приєднаний до Ніжинського драгунського полку. Названий Стародубський драгунським Його Імператорської Високості Принца Петра Ольденбурзького полком.
- 19.10.1863 — резервні ескадрони введені до складу особливої резервної кавалерійської бригади.
- 29.12.1863 — 6-й резервний ескадрон скасований. У складі 6-ї резервної кавалерійської бригади залишений один — резервний ескадрон Стародубського драгунського Його Імператорської Високості Принца Петра Ольденбурзького полку.
- 25.03.1864 — 12-й драгунський Стародубський Його Імператорської Високості Принца Петра Ольденбурзького полк.
- 27.07.1875 — резервний ескадрон перейменований в запасний ескадрон.
- 10.05.1881 — 12-й драгунський Стародубський полк.
- 18.08.1882 — 34-й драгунський Стародубський полк.
- 11.08.1883 — полк приведений до шестиескадронного складу. Запасний ескадрон звернений до відділення кадру № 12 кавалерійського запасу.
- 8.09.1897 — виділений ескадрон на формування 53-ї драгунського Новоархангельського полку. Натомість було сформовано новий ескадрон.
- 6.12.1907 — 12-й драгунський Стародубський полк.
- 1918—1920 — у складі армії Денікіна.

### Стародубський драгунський полк у Першій світовій війні
З початку і до кінця війни 12-й Стародубський драгунський полк перебував у складі 12-ї кавалерійської дивізії. Вона входила до складу 8 армії Південно-Західного фронту, в червні 1916 року передана в 11 армію Південно-Західного фронту, потім дивізія потрапила до Особливої армії. У грудні 1916 року була відправлена на посилення 2 Румунської армії на Румунський фронт.
12-й Стародубський полк прикривав розгортання частин Російської армії в дні мобілізації, успішно брав участь в боях за Галичину. Передовий розвідувальний загін 12-го Стародубського драгунського полку першим увійшов в залишений супротивником Львів. З січня по березень 1915 року полк брав участь у Карпатській операції, а влітку 1915 року був задіяний в Луцькому (Брусилівському) прориві. У грудні 1916 року полк складі 12-ї кавалерійської дивізії відправлений на Румунський фронт. При штурмі станції Путна загинув командир полку полковник Богалдін. У 1917 році полк разом з дивізією було відведено в тил, в Бессарабію, на поповнення і відпочинок.
У 1917 року з двох спішених ескадронів кожного полку 12-ї кавалерійської дивізії, крім козацького, був утворений 12-й кавалерійський стрілецький полк. Таким чином Стародубський полк став 4-х ескадронним.
04.04.1917 — Наказано, Ювілейний штандарт, з вензелем, колишнього імператора, доставити до Петрограду, для виконання робіт по зняттю вензелю.
15.07.1917 — VI-й кавалерійський корпус названий корпусом смерті. На цей момент 12-й Стародубський драгунський полк був у складі корпусу.
В середині жовтня 1917 року 12-кавалерійська дивізія була виведена з Румунського фронту і перекинута під Одесу для придушення заворушень. Стародубський полк розташувався Вознесенському, а об'єднаний стрілецький полк 12-ї кавалерійської дивізії поблизу Бірзули
Полк фактично перестав існувати до лютого 1918 року, а 3 березня 1918 офіційно розформований разом з усією «старою Імператорською армією».

## Відзнаки
- Георгіївський полковий штандарт за подвиги під час взяття фортеці Базарджик в 1810 р
- Георгіївські труби за бій при Гальберштадті в 1813 р
- Знаки на шапки за відмінності в турецьку війну 1877—1878 рр.

1. Ювілейний Георгіївський полковий штандарт зразка 1900 року з образом Спаса Нерукотворного, з Олександрівською орденською стрічкою і Георгіївської тасьмою зі срібними темлячними кистями.

## Полковий знак
Знак 12-го драгунського Стародубського полку затверджений 18.02.1909 випускався в бронзі, позолоченому сріблі і золоті з накладними срібними орлом, вензелями і датами. Вартість знаків фабрики Людвіга Пахман в 1909 році 10, 12 і 25 рублів.
Золотий Базарджикський хрест, в центральному медальйоні якого розташований срібний оксидований Державний герб. На горизонтальних променях хреста опуклі золоті вензель Імператорів Петра I і Миколи II, увінчані золотими Імператорськими коронами. На вертикальних променях золоті опуклі дати «1709» і «1909».

## Шефи
- 20.01.1797-15.04.1799 — генерал від кавалерії Нумсен Федір Михайлович
- 15.08.1799-01.09.1814 — генерал-майор Воїнов Олександр Львович
- 14.10.1828-? — герцог Вюртемберзький Фрідріх-Вільгельм-Олександр
- 6.12.1835-10.05.1881 — принц Ольденбурзький, Петро Георгійович

## Командири
- 1775—1780 — полковник Єлагін Василь Іванович
- 28.06.1783 — 21.04.1789 — полковник Іван Максимович
- 21.04.1789 — 30.08.1792 — полковник Миклашевський Михайло Павлович
- 04.09.1792 — 11.09.1797 — полковник Ширай Степан Михайлович
- 25.02.1798 — 20.08.1798 — полковник Хастатов, Аким Васильович
- 11.09.1798 — 25.05.1799 — полковник Ігельстром Олександр Євстахійович
- 01.08.1799 — 17.12.1799 — полковник граф де Ламберт Карл Осипович
- 04.03.1800 — 17.01.1802 — підполковник Бука Ігнатій Якович
- 15.01.1802 — 16.05.1803 — полковник Сіверс Карл Карлович
- 23.09.1805 — 24.08.1806 — полковник Бука Ігнатій Якович
- 23.04.1807 — 04.01.1815 — підполковник (з 12.12.1809 полковник, з 15.09.1813 генерал-майор) Наній Фома Петрович
- 19.06.1815 — 24.05.1816 — підполковник Модзалевський Василь Семенович
- 24.05.1816 — 01.01.1819 — полковник фон Фитингоф Антон Максимович
- 01.01.1819 — 11.01.1819 — полковник Салов Федір Андрійович
- 22.01.1819 — 01.01.1826 — полковник Рікорд Олександр Іванович
- 06.01.1826 — 29.09.1828 — полковник Левченко Федір Григорович
- 18.11.1828 — 10.04.1832 — полковник Піллер Густав Федорович
- 05.05.1832 — 31.12.1841 — Рейснер Карл Андрійович
- 29.01.1842 — 18.08.1845 — полковник Депрерадович Микола Миколайович
- 18.08.1845 — 27.09.1848 — полковник Томаківський Володимир Іванович
- 06.10.1848 — 29.11.1855 — полковник Горбачов Василь Павлович
- 28.11.1855 — 01.09.1860 — полковник фон Раден Густав Федорович
- 01.09.1860 — 15.06.1862 — полковник Єсипов Олександр Олександрович
- 15.06.1862 — 17.08.1868 — полковник Дедюлін Олександр Якович
- 17.08.1868 — 06.01.1870 — полковник Нестеров Євген Степанович
- 06.01.1870 — 07.05.1877 — полковник Бодіско Костянтин Костянтинович
- 07.05.1877 — 09.02.1878 — полковник барон Більдерлінг Олександр Олександрович
- 09.02.1878 — 28.04.1885 — полковник Баронч Олександр Антонович
- 28.04.1885 — 16.07.1885 — полковник фон Раден Емілій Федорович
- 16.07.1885 — 25.04.1893 — полковник Значко-Яворський Андрій Петрович
- 17.05.1893 — 06.05.1897 — полковник Яфимович Микола Олександрович
- 06.05.1897 — 09.07.1903 — полковник Мандрика Володимир Григорович
- 09.07.1903 — 31.08.1907 — полковник Алимов Аполлінарій Олександрович
- 21.09.1907 — 05.06.1912 — полковник Пуговічніков Микола Сократович
- 29.06.1912 — 23.06.1915 — полковник Хачатуров Павло Григорович
- 23.06.1915 — 23.08.1916 — полковник Чертков Григорій Григорович
- 02.09.1916 — 15.01.1917 — полковник Богалдін Олександр Петрович
- 15.01.1917 -? — полковник Чекатовський Ігнатій Ігнатович